# Alexander von Stiegler

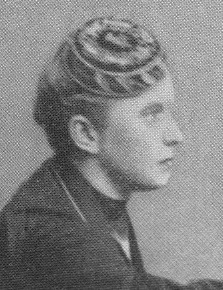
Alexander von Stiegler

Alexander (von) Stiegler (* 30. September 1857 in Smilowo, Kreis Kröben; † 23. Oktober 1916 auf Gut Sobótka, Kreis Pleschen) war ein deutscher Gutsbesitzer und Politiker in der Provinz Posen.

## Familie
Stieglers Familie stammte aus Rawitsch in der Provinz Posen. Er war der Neffe und Adoptivsohn des kinderlosen Gutsbesitzers und kgl. preußischen Hauptmanns Eduard Stiegler († 1872), Gutsherr auf Sobótka (Kauf 1839) und auf Karsy (Kauf 1867), der bereits am 18. Oktober 1861 in Königsberg i. Pr. in den preußischen Adel aufgenommen worden war. Sein Neffe Alexander Stiegler wurde erst am 9. April 1864 von Wilhelm I. in Berlin nobilitiert.
Stiegler heiratete am 2. Dezember 1895 in Berlin Vally von Lekow (* 9. September 1870 auf Gut Nieder-Schwirklan, Kreis Rybnik, Oberschlesien; † nach 1941 wahrscheinlich in Berlin).

## Leben

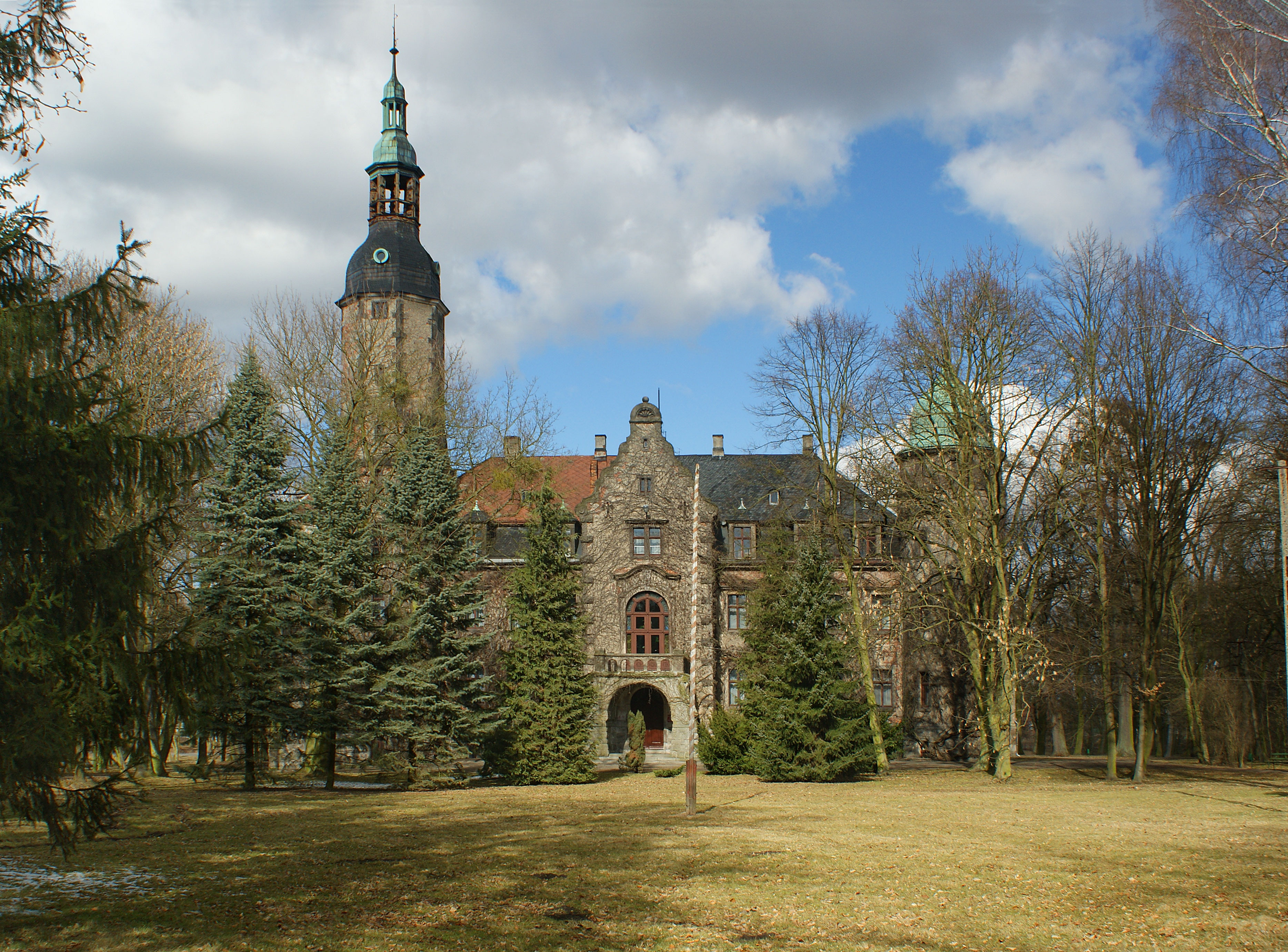
Schloss in Sobótka

Stiegler besuchte die Ritterakademie (Liegnitz). Nach dem Abitur begann er Rechtswissenschaft an der Rheinischen Friedrich-Wilhelms-Universität Bonn zu studieren. Von Michaelis 1875 bis Michaelis 1876 war er im Corps Borussia Bonn aktiv. Er bewährte sich als Senior und Consenior, musste aber ohne Band ausscheiden, als er an die Universität Leipzig wechselte. Dort wurde er 1877 im Corps Misnia Leipzig aktiv.
Er war Oberleutnant der Preußischen Armee und erster Majoratsherr auf dem ehemaligen Fideikommiss Sobótka mit Karsy. Auf Sobótka errichtete er 1898–1899 statt des Gutshauses ein eklektizistisches Schloss. Der Krone Preußen war er als Kammerherr, Rechtsritter des Johanniterordens und Mitglied des Preußischen Herrenhauses verbunden. Er saß in der Generalsynode und im Kuratorium des Kaiser-Wilhelm-Instituts für Landwirtschaft in Bromberg.
1912 erhielt er die Corpsschleife von Borussia Bonn.